# Obernai
Obernai (Ewernàhn o Owernah en alsacià) és un municipi francès situat al departament del Baix Rin i a la regió del Gran Est. Limita amb els municipis de
Bernardswiller, Goxwiller, Krautergersheim, Meistratzheim, Niedernai, Heiligenstein, Bischoffsheim, Bœrsch i Ottrott.
Forma part del cantó d'Obernai, del districte de Sélestat-Erstein i de la Comunitat de comunes del Pays de Sainte-Odile.

## Demografia
| 1962  | 1968  | 1975  | 1982  | 1990  | 1999   |
| ----- | ----- | ----- | ----- | ----- | ------ |
| 4.536 | 6.304 | 7.902 | 8.907 | 9.610 | 10.471 |

## Administració
| Període   | Identitat       | Partit |
| --------- | --------------- | ------ |
| 1973-1977 | Marcel Gillmann |        |
| 1977-1983 | Hubert Eck      |        |
| 1983-2001 | Hugues Hartleyb |        |
| 2001-     | Bernard Fischer | LR     |

## Personatges il·lustres
- Thomas Murner, teòleg.
- René Schickéle, escriptor
- Charles Pisot, matemàtic